# James Moloney
James Moloney (Sydney, 20 september 1954) is een Australisch schrijver van kinderboeken.

## Leven
Moloney werd geboren in Sydney, maar groeide op in Brisbane. Hij studeerde voor leraar. Na zijn hogere studies werd hij leraar en daarna leraar-bibliothecaris. Hij reisde van school naar school. Rond 1978 kwam hij terecht in Cunnamulla, een klein dorp in de Australische "outback". Er leefden veel Aboriginals. Dat heeft zijn werk sterk beïnvloed.

## Werk
Lang voor het werk van Moloney in het Nederlands werd vertaald, was hij al een bekend jeugdauteur in Australië, zijn thuisland. Zijn debuut Crossfire (1992) werd meteen bekroond. Sindsdien zijn bijna al zijn boeken voor adolescenten in de prijzen gevallen. Voor zijn vijfde boek De Veerpont (1999, Houtekiet) kreeg hij de Australian Children’s Book of the Year-prijs.

## Bekroningen
- Australian Children’s Book of the Year-prijs voor De Veerpont
- 2000: Boekenwelp voor De Veerpont

- Gemeinsame Normdatei: 123345456
- International Standard Name Identifier: 0000 0000 7866 2259
- Library of Congress Control Number: n92040889
- Nationale Bibliotheek van Tsjechië: xx0064563
- Nationale bibliotheek van Australië: 35961036
- Nationale Bibliotheek van Israël: 987007332397005171
- Nederlandse Thesaurus van Auteursnamen: 186314124
- SNAC: w60v8k2d
- Virtual International Authority File: 77219718
- WorldCat: E39PBJfh37wmgyYmD87BTX6VG3